# Det framtida Stockholm (1945)

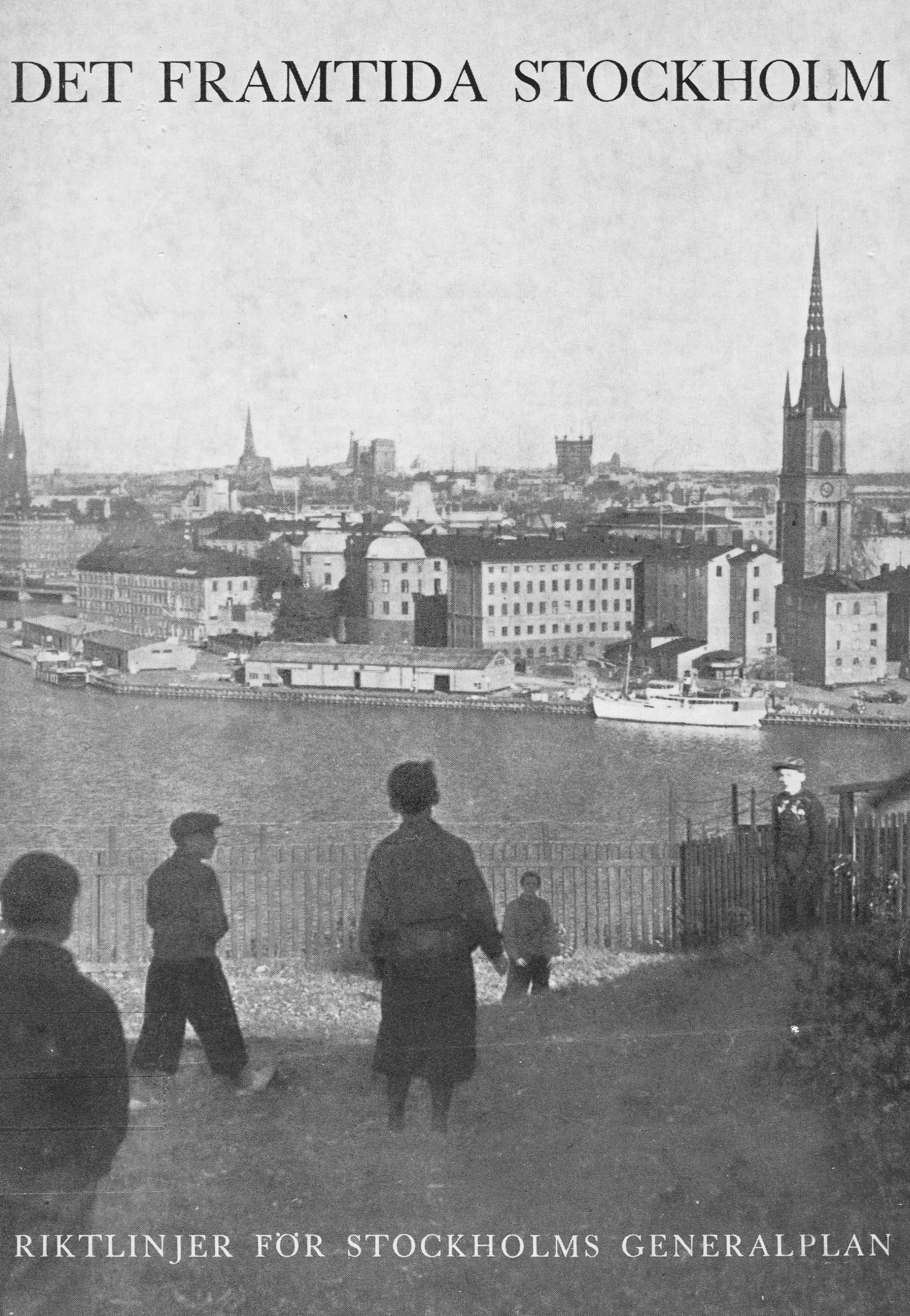
"Det Framtida Stockholm".
Riktlinjer för Stockholms generalplan.

Det framtida Stockholm var en promemoria utgörande grunden för Stockholms stadsplanering gällande tiden efter andra världskriget. Skriften utgavs i juni 1945 av Stockholms stads stadsplanekontor och hade utarbetats av Erland Hofsten, Göran Sidenbladh, Carl-Fredrik Ahlberg och Sven Lundberg under ledning av Sven Markelius.

## Bakgrund
År 1944 beslöt Stockholms stad att låta utarbeta en generalplan som skulle visa hur stadens mark kunde utnyttjas på bästa sätt för att möta den kraftiga inflyttningen som förväntades till staden efter andra världskriget. Under kriget låg bostadsproduktionen nästan nere och stor bostadsbrist i efterkrigstidens Stockholm var därför att vänta. Initiativtagare var Yngve Larsson (stadsbyggnadsborgarråd 1940–1946) vars hemställande godkändes den 19 juni 1944 av stadskollegiet.
Sven Markelius, dåvarande stadsplanedirektör i Stockholm, kontaktades sedan av Yngve Larsson att utarbeta de nödvändiga riktlinjerna för en tidsbestämd generalplan. Riktlinjerna godkändes av stadsfullmäktige i januari 1945 och publicerades i juni 1945 under titeln Det framtida Stockholm. Det egentliga planarbetet med generalplanen igångsattes direkt därefter i en särskilt tillsatt generalplaneavdelning vars arbete leddes av Sven Markelius och resulterade i Generalplan för Stockholm 1952.

## Promemorians innehåll
I skriften formulerades i nio kapitel konkreta råd, förslag och anvisningar för vad en generalplan för Stockholm bör innehålla. Kapitlen berörde framtida folkmängdstillväxt, stadens struktur, valet mellan olika bostadssystem, bostadsområdenas utformning, innerstadens sanering och modernisering, fritid och rekreation samt kommunikationer.
Frågor som rörde social differentiering var centrala och diskuterades med då moderna termer som integration och segregation. Vikten av att känna samhörighet och gemenskap framhölls som central, samtidigt som en alltför tydlig social uppdelning inte önskades. I promemorian hette det bland annat: ”Stadens befolkning bör inte genom sin bosättning bli uppdelad i olika ”kaster”. Det kan ur dessa synpunkter göras gällande att vad som bör eftersträvas är en utjämning av alla olikheter i bosättning mellan skilda stadsdelar. Målet skulle alltså vara, att inom varje stadsdel skulle finnas företrädda alla de yrkes- och inkomstgrupper, som finns representerade i hela staden. Varje stadsdel skulle utgöra ett Stockholm i miniatyr.”
Promemorian framhöll att ”Stockholms äldre stadsdelar inte är ändamålsenligt bebyggda och uppfyller inte de krav som man numera ställer i fråga om ljus, grönska och gemensamhetsanläggningar. En omgestaltning och sanering av Stockholms cityområde måste komma till stånd i en ej för långsam takt.” Som ett särskilt sorgebarn beträffande sanering av den ålderdomliga bebyggelsen nämndes Staden Mellan Broarna (Gamla stan).

## Nya förortssamhällen

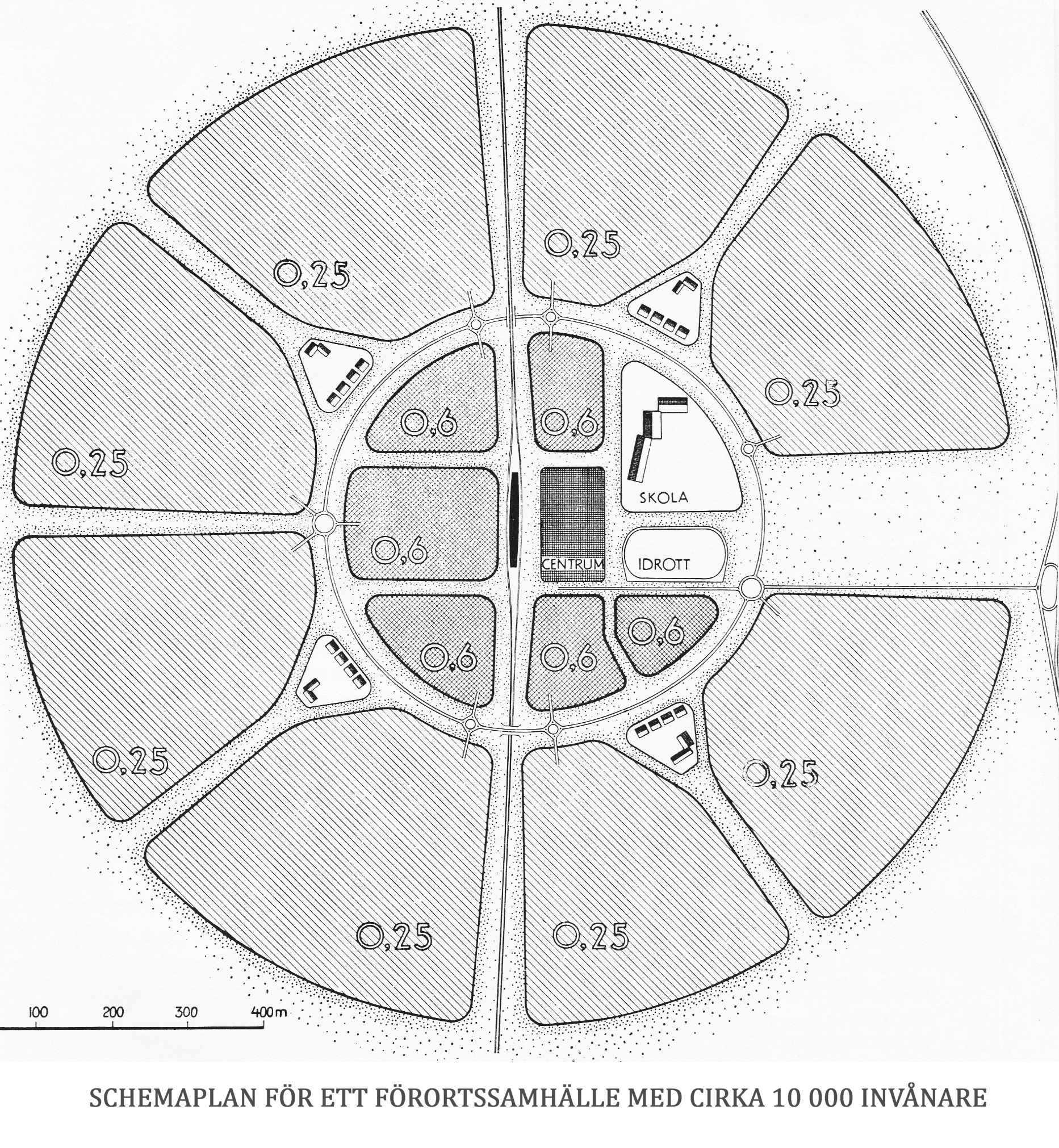
Schemaskiss för det ideala förortssamhälle med cirka 10 000 invånare.

Tillräckligt många nya bostäder för att avskaffa bostadsbristen gick inte att åstadkomma i centrala Stockholm varför planering av nya förortssamhällen och snabba kommunikationer på spår (förortsbanor / tunnelbanor) och väg (trafikleder) ägnades speciell uppmärksamhet.
I promemorian ingick en schemaskiss för det ideala förortssamhälle med cirka 10 000 invånare. För att en naturlig gruppbildning skulle kunna uppstå ansåg man att en folkmängd på maximal 10 000–15 000 individer per förortssamhälle skulle var ideal. Vidare ansåg promemorians författare: ”att bo i ett samhälle av måttlig storlek gör livet i regel behagligare och lättare, särskilt för barn och äldre”. Inspiration till de nya förorterna kom framförallt från Storbritannien där självförsörjande New Towns, indelade i mindre grannskapsenheter, planerades i Londons ytterområden. Begreppet Neighbourhood planning (grannskapsplanering) myntades första gången i början av 1920-talet av den amerikanske sociologen och stadsplaneraren Clarence Perry.
Samhället i schemaskissen var avsett för boende som hade sin arbetsplats i Stockholms centrala delar. Därför grupperades bebyggelsen kring en ”förortsbanestation”. Intill placerades ett centrum, en folkskola och en idrottsplats. Centrumet skulle utrustas med postkontor, apotek, bibliotek, biograf, samlingslokaler (även kyrkliga), restaurang alternativt konditori samt en ”maskintvättanläggning”, inte för bilen utan för kläder.
Närmast stationen föreslogs en relativ tätt bebyggelse med exploateringstal 0,6 som skulle uppnås genom flerbostadshus. Den inre bebyggelsen omgavs av en ringformig matargata som i sin tur omslöts av åtta gles bebyggda delområden med exploateringstal 0,25 avsedda för radhus och småstugor. Varje delområde innehöll plats för 1 000 boende och för varje par skulle det finnas ett lokalt centrum med några livsmedelsaffärer och ett barndaghem. Det interna gatunätet stod i förbindelse med en huvudtrafikled och gångstråken skulle gå genom parkmark så att de boende kunde nå skola, centrum och förortsbanan utan att komma i kontakt med biltrafiken.

## Hur det blev

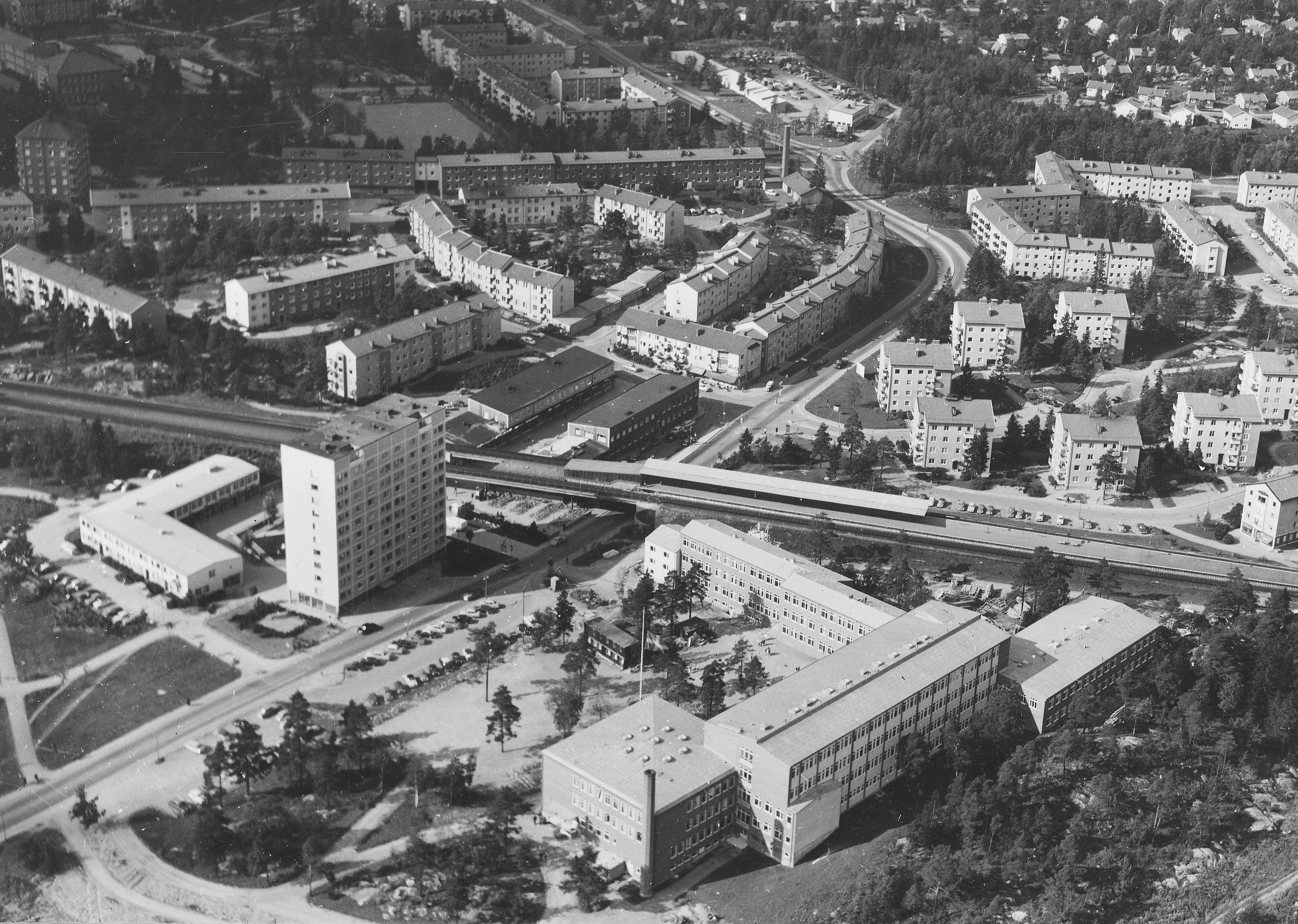
Bandhagen som exempel på det ideala förortssamhället. I mitten Bandhagens centrum med sin tunnelbanestation, längst fram Bandhagens gymnasium, i mitten flerbostadshus och i bakgrunden småhusbebyggelse. Flygfoto från 1960.

En omgestaltning och sanering av Stockholms cityområde började på 1950-talet och kom att kallas Norrmalmsregleringen. Gällande snabba kommunikationer blev ett utbyggt tunnelbanenät en förutsättning för genomförandet av nya förortssamhällen. 1941 togs beslutet att bygga en tunnelbana i Stockholm och 1944 togs det första spadtaget. 1950 invigdes tunnelbanan på sträckan Slussen–Hökarängen och 1952 rullade tågen mellan Hötorget och den nya ABC-staden Vällingby. Kollektivtrafiken i Stockholm byggdes ut i en omfattning som saknade internationellt motstycke i förhållande till folkmängden.
Stockholms sätt att växa under efterkrigstiden var att låta uppföra nya förstäder längs med tunnelbanans sträckning. Marken var i stort sedd obebyggd och ägdes huvudsakligen av staden. Stadsplanerarna fick fria händer att skapa idealsamhällen med byggnader gestaltade i Sveriges alldeles egen folkhemsarkitektur. Bland praktiska exempel kan nämnas tunnelbaneförorten Bandhagen som anlades under 1950-talets första hälft på skogklädda kullar på ömse sidor om en flack dalgång en dryg halvmil söderut från stadens centrum. Bandhagens planmönster är särdeles representativt för de stadsbyggnadsideal som formulerades i riktlinjerna för "Det framtida Stockholm".
Befolkningsökningen blev högre än förväntat. I utredningen räknade man med att miljongränsen skulle passeras före år 1960 (i Storstockholm) och att en generalplan bör dimensioneras för 1,1 till 1,3 miljoner individer. Det högre värdet ansågs ligger över vad som kunde vara sannolikt men samtidigt var det bättre att arbeta med en något för hög siffra "än med en siffra, som framdeles visar sig för låg". I själva verket passerades miljongränsen redan före 1950 och 1,3 miljoner i början av 1960-talet. Bostadsproduktionen i alla nya tunnelbaneförorter kom därför inte att eliminera bostadsbristen i Stockholm under efterkrigstiden. Det skedde först genom miljonprogrammet som tog sin början i mitten av 1960-talet.